# Staatspreis der Russischen Föderation
Der Staatspreis der Russischen Föderation (russisch Государственная Премия Российской Федерации Gossudarstwennaja premija Rossijskoj Federazii) ist eine staatliche Auszeichnung der Russischen Föderation, die 1992 als Nachfolgemedaille für den Staatspreis der UdSSR gestiftet wurde. 2004 wurden die Verleihungsregeln geändert, um seine Bedeutung zu erhöhen.

## Klassen
Jährlich werden sieben Auszeichnungen verliehen:
- drei Preise in Naturwissenschaft und Technik
- drei Preise für Literatur und Kunst;
- ein Preis für humanitäre Aktivitäten (gestiftet 2005[2]).

Der Staatspreis wird überreicht mit einer Geldprämie über 5 Millionen Rubel, einer Medaille und einer Urkunde. Im Falle von mehreren Preisträgern für dasselbe ausgezeichnete Werk, wird der Preis unter maximal drei Preisträgern geteilt.
Der Staatspreis wird durch den Präsidenten der Russischen Föderation jährlich am 12. Juni, dem Tag Russlands, in einer feierlichen Zeremonie im Großen Kremlpalast überreicht, was meist im russischen Fernsehen übertragen wird.

## Medaille
Die Medaille des Staatspreises wurde von Jewgeni Uchnaljow (Евгений Ухналёв) anhand des russischen Staatswappens entworfen. Es zeigt in Gold einen doppelköpfigen Adler mit Zepter und Reichsapfel mit einem roten Schild, auf dem der heilige Georg mit dem Drachen zu sehen ist. Der Adler ist gekrönt von zwei kleinen und einer größeren Krone und sitzt auf einem silbernen Kranz, aus Palm- und Lorbeerzweigen, um den ein rotes Band geschlungen ist. 2005 wurde das Aussehen der Medaille abgeändert.

## Preisträger
Die vollständige Liste der über 60 Preisträger findet man z. B. unter Лауреаты государственной премии Российской Федерации за 1992 год in der russischsprachigen Wikipedia.